# غیبت موجه
غیبت موجه فیلمی به کارگردانی تهیه‌کنندگی عباس رافعی و نویسندگی منیژه صالح پناه محصول سال ۱۳۹۹ است. این فیلم پس از معرفی به جشنواره فیلم فجر توقیف شد و اجازه اکران در جشنواره و اکران عمومی نگرفت. ابوالفضل پورعرب، میترا حجار، علی اوجی و امیررضا دلاوری از بازیگران این فیلم هستند.